# Christmas Candle – Das Licht der Weihnacht
Christmas Candle – Das Licht der Weihnacht ist ein britisch-amerikanischer Weihnachtsfilm aus dem Jahr 2013 von Regisseur John Stephenson. Der Film basiert auf dem Roman The Christmas Candle von Max Lucados.

## Handlung
Im beschaulichen Dorf Gladbury besucht der Legende nach alle 25 Jahre ein Engel den ansässigen Kerzenmacher und segnet eine seiner Kerzen. Wer diese anzündet, erlebt ein Weihnachtswunder. Alle Dorfbewohner glauben an den Weihnachtsengel und an die Wunder, die die Weihnachtskerze vollbringt. 1890 trifft der fortschrittliche Pastor Reverend David Richmond in Gladbury ein, der der alten Legende skeptisch gegenübersteht. Er versucht seine Gemeinde davon zu überzeugen, an Gott zu glauben und nicht an die Wunder einer profanen Weihnachtskerze.
Eines Nachts erscheint der Weihnachtsengel im Haus der Familie Haddington, den Kerzenmachern, und berührt eine der Kerzen. Die Haddingtons wollen die magische Kerze zunächst für sich behalten, da sie sich wünschen, dass ihr in die Stadt gezogener Sohn zu ihnen heimkehrt. Im Versuch, die Kerze an sich zu nehmen, fallen 30 Kerzen in der Kerzenwerkstatt zu Boden. Da nun unklar ist, welche dieser Kerzen Wunder vollbringt, entscheidet Mrs. Haddington alle 30 Kerzen an die Menschen im Dorf zu verteilen, die einen besonderen Weihnachtswunsch haben. So finden die Kerzen beispielsweise ihren Weg zu einem Jungen, der nicht sprechen kann, zu einer Frau, die einen Ehemann finden möchte und zu einem Blinden.
Reverend Richmond lässt die Kirche auf eigene Kosten mit neuen und modernen Glühbirnen ausstatten, um zu zeigen, dass die Menschen nicht mehr auf Kerzen angewiesen sind. Bei einem Gottesdienst lässt er alle entzündeten Kerzen löschen und schaltet das elektrische Licht ein. Die Glühbirnen explodieren und ein Feuer bricht aus. In der aufkommenden Panik stirbt ein Mann. Am darauffolgenden Sonntag besuchen nur wenige Gemeindemitglieder den Gottesdienst.
Am Gottesdienst zu Heilig Abend soll das Kerzenwunder enthüllt werden. Viele Gemeindeglieder glauben, die gesegnete Kerze erhalten zu haben. Der stumme Junge kann sprechen, ein Mann fand Arbeit, die Frau ist verlobt und der blinde Mann konnte wieder sehen, kurz bevor er sein Leben gab. Die tatsächliche Weihnachtskerze wurde jedoch noch nicht entzündet.
Reverend Richmond lässt ein schwangeres Mädchen, Ruth, nach Gladbury holen. Als ihre Kutsche durch ein Unwetter zerstört wird, entzündet der Pastor die letzte der Weihnachtskerzen. Durch ein Wunder führt die Kerze den Reverend zu Ruth und sie kann gerettet werden. Zudem stellt sich heraus, dass der Sohn der Haddingtons der Vater von Ruths Kind ist. Gewissermaßen kehrt dieser somit nach Gladbury zurück. David Richmond hat den Glauben an Wunder zurückgewonnen.

## Theologie
Christmas Candle – Das Licht der Weihnacht bedient sich Motiven aus der Bibel. Die Hauptfigur, der Pastor, zitiert aus den Evangelien, wobei der Fokus auf der Adventszeit liegt. Der Film vertritt eine Mischung aus protestantischer und katholischer Theologie.

## Produktion
In den USA wurde der Film am 25. November 2013 erstveröffentlicht und in Großbritannien am 13. Dezember 2013. In Deutschland erschien der Film am 26. November 2015 auf DVD.
Der Film wurde in den USA von Rick Santorums Produktionsfirma EchoLight Studios sowie in Großbritannien von Pinewood Pictures vertrieben.
Der Film wurde im Gloucestershire, Worcestershire und auf der Isle of Man gedreht. Drehorte waren das Stanway House sowie das Tudor House in Broadway, Worcestershire und das Dorf Biddestone in Wiltshire. Die Studioaufnahmen wurden in den Mountain View Media Village Studios in Lezayre auf der Isle of Man angefertigt.
Christmas Candle ist das Debüt der schottischen Sängerin Susan Boyle als Filmschauspielerin.

## Rezeption
Bei Rotten Tomatoes erhielt der Film basierend auf 24 Einschätzungen eine Wertung von nur 21 % mit einer durchschnittlichen Punktzahl von 4.2/10.
Eine der wenigen positiven Stimmen war The Portsmouth News, die den Film mit vier Sternen bewertete und schrieb: „Boyles Auftritt ist bezaubernd und ihr Gesangstalent beeindruckt. Die Chemie zwischen Matheson und Barks passt gut zum Film ohne die zentrale Idee des Films zu verstecken.“
Der Film wurde in der zweiten Woche in 390 Kinos, statt zuvor fünf, gezeigt.